# Račice nad Trotinou
Račice nad Trotinou (deutsch Ratschitz an der Trotina) ist eine Gemeinde in Tschechien. Sie liegt elf Kilometer nördlich des Stadtzentrums von Hradec Králové und gehört zum Okres Hradec Králové.

## Geographie

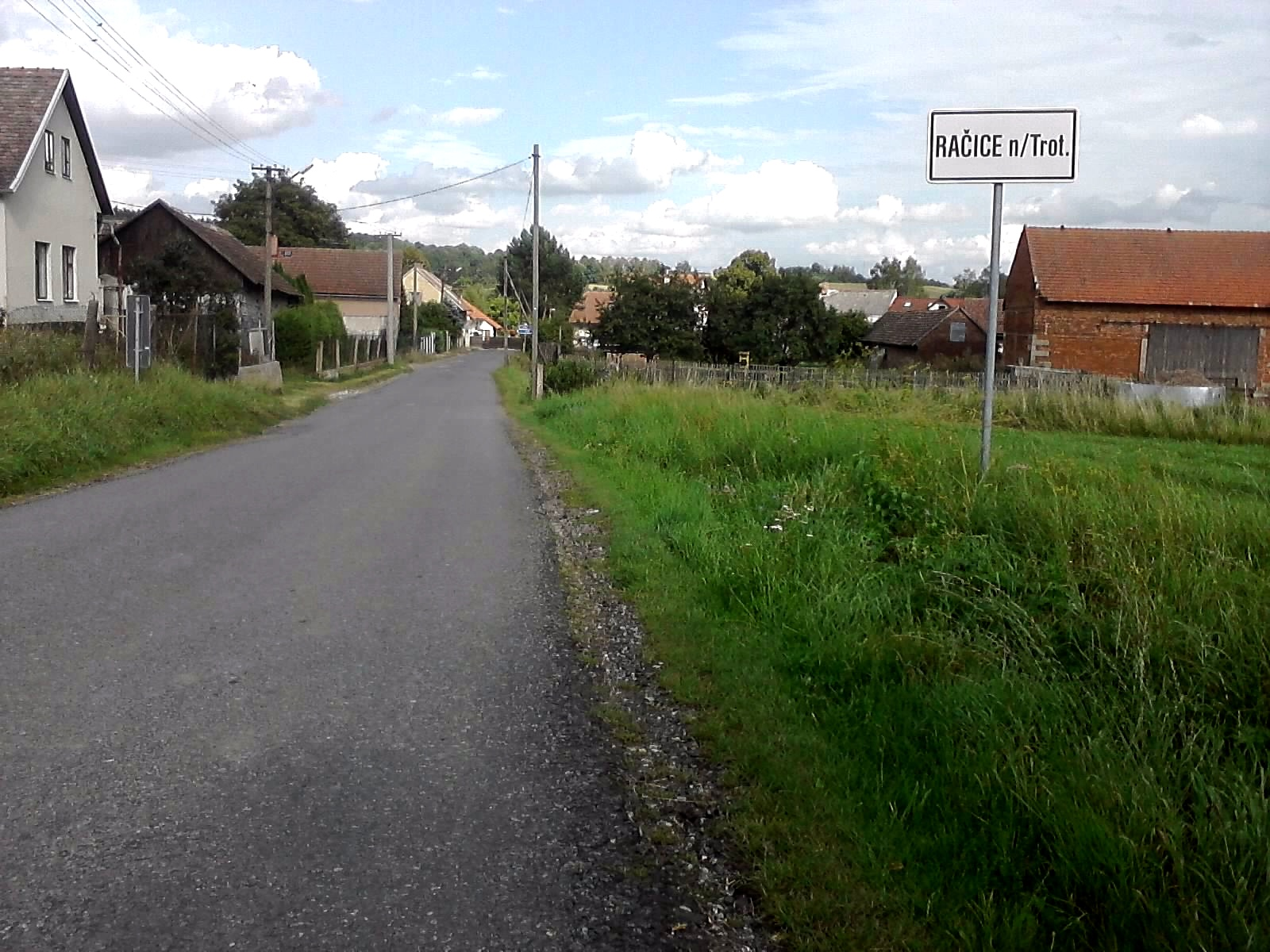
Ortseingang

Račice befindet sich in den südöstlichen Ausläufern des Horschitzer Sandsteinrückens auf der Velichovská tabule (Welchower Tafel) in Ostböhmen. Das Dorf erstreckt sich am rechten Ufer der Trotina unterhalb der Einmündung der Hustířanka. Östlich erhebt sich der 311 m hohe Hügel Hořička.
Nachbarorte sind Frantov und Lužany im Norden, Habřina im Nordosten, Černožice und Holohlavy im Osten, Rodov und Havranec im Südosten, Sendražice im Süden, Máslojedy im Südwesten, Hořiněves im Westen sowie Vrchovnice und Žíželeves im Nordwesten.

## Geschichte
Račice war eines der Dörfer, das im Jahre 1222 während der Herrschaft Ottokars I. Přemysl durch das Kloster Opatovice entlang des Handelsweges von Prag nach Náchod angelegt wurde. Die erste urkundliche Erwähnung des Ortes erfolgte im Jahre 1366. Nach der Zerstörung des Klosters Opatovice durch die Hussiten gelangte das Dorf an weltliche Besitzer. Zu ihnen gehörte ab 1437 der Landeshauptmann von Böhmen, Aleš Vřešťovský von Riesenburg. 1468 folgten die Brüder Petr und Beneš Kdulinec von Ostromíř. 1491 erwarb Sigismund von Kurzbach auf Vítkov Račice. Zwei Jahre später kaufte Wilhelm II. von Pernstein das Dorf. Ab 1547 gehörte Račice dem Hauptmann des Königgrätzer Kreises, Wilhelm Trčka von Lípa. Den während des Dreißigjährigen Krieges konfiszierten Besitz kaufte 1636 Matthias Gallas. Ihm folgte 1674 Johann von Sporck.
Im Jahre 1790 erwarb Kaiser Joseph II. den Ort und schlug ihn der Kammerherrschaft Smiřice zu. 1799 nahm die erste Dorfschule den Unterricht auf.
Nach der Aufhebung der Patrimonialherrschaften wurde Račice nad Trotinou 1850 zu einer Gemeinde im Bezirk Königinhof. Mit dem Kauf der Herrschaft Smiřice durch Johann von Liebieg gelangten 1863 auch die Güter in Račice an den Reichenberger Textilfabrikanten. Am 3. Juli 1866 fand südwestlich von Račice am Chlum und Svíb die Schlacht von Königgrätz statt. 1881 fielen die Račicer Güter an den kaiserlichen Familienfonds zurück. 1882 erhielt das Dorf mit der Eisenbahnstrecke Smiřice-Hněvčeves einen Bahnanschluss.
Ab 1950 gehörte die Gemeinde zum Okres Jaroměř und nach dessen Auflösung zu Jahresbeginn 1961 zum Okres Hradec Králové. Im Jahre 1975 erfolgte die Eingemeindung nach Hořiněves. Seit dem 24. November 1990 besteht die Gemeinde Račice nad Trotinou wieder. Im Dezember 2004 erfolgte die Einstellung des Personenverkehrs auf der Strecke 046 Smiřice – Hněvčeves.